# Tajemniczy ogród (film 1993)
Tajemniczy ogród (ang. The Secret Garden) – amerykańsko-brytyjski film familijny z 1993 roku w reżyserii Agnieszki Holland, ekranizacja powieści dla dzieci pod tym samym tytułem autorstwa Frances Hodgson Burnett.

## Opis fabuły
10-letnia Mary Lennox (Kate Maberly) mieszka wraz z matką i ojcem w Indiach. Matka Mary nigdy się nią nie opiekowała, podobnie jak ojciec, Mary była pod opieką opłacanej służby. Gdy jej rodzice giną podczas trzęsienia ziemi, służba znika, a dom zostaje sprzedany. O przeżyciu dziewczynki dowiaduje się bliski znajomy matki. Mary, która nie zaznała miłości, jest bardzo skryta i lubi rozkazywać. Dziewczynka zostaje wysłana do Anglii, do domostwa Misselthwaite Manor należącego do jej wuja Lorda Cravena (John Lynch). Mary, którą zawsze ubierała służąca, nie potrafi sama się ubrać ani rozebrać, czym budzi rozbawienie pokojówki Marty (Laura Crossley). Prostolinijna Marta jednak szybko zdobywa sympatię Mary. Mary poznaje również brata Marty, Dickona (Andrew Knott), chłopiec potrafi opiekować się najróżniejszymi zwierzętami, co bardzo intryguje Mary. Dziewczynka dowiaduje się od Marty, że przed dziesięciu laty zmarła żona wuja i od tamtej pory jest zgorzkniały i zamknięty w sobie. Zrozpaczony wuj Archibald zamknął nawet ogród, gdzie pani Craven lubiła przesiadywać. Wkrótce Mary odkrywa kolejną tajemnicę dworu: oprócz niej mieszka w nim jeszcze jedno dziecko, panicz Colin (Heydon Prowse), poważnie chory syn jej wuja. Mary nawiązuje z nim kontakt, opowiada o ogrodzie i wzbudza w kuzynie ciekawość. Nie zwlekając długo, wybierają się wraz z Dickonem do ogrodu i podejmują się próby odnowienia go.

## Obsada
- Kate Maberly – Mary Lennox
- Heydon Prowse – Colin Craven (kuzyn Mary)
- Andrew Knott – Dickon (brat Marty)
- Maggie Smith – Pani Medlock (zarządzająca domem lorda Cravena)
- Laura Crossley – Marta (pokojówka)
- John Lynch – Lord Craven (wuj Mary)
- Walter Sparrow – Ben Weatherstaff (ogrodnik)
- Irène Jacob – Matka Mary / Lilias Craven (w filmie są bliźniaczkami)

i inni

## Odbiór
Odbiór Tajemniczego ogrodu był przeważnie pozytywny. Roger Ebert pisał, iż w Tajemniczym ogrodzie „Holland znów nakręciła film o zaginionym dziecku, ale tym razem jej temat i sposób jego opowiedzenia są w pełni harmonijne. To piękny, inteligentny film – baśń, lekcja i wciągająca rozrywka”. Todd McCarthy w recenzji dla magazynu „Variety” wyraził opinię, iż „to najbardziej wdzięczny, elegancki i pewny film, jaki Holland kiedykolwiek nakręciła”. Zdaniem Janet Maslin z „The New York Timesa” adaptacja powieści Burnett w reżyserii Holland była „niezwykle sugestywna”. Jonathan Rosenbaum z czasopisma „Chicago Reader” stwierdził, że Tajemniczy ogród w wersji Holland: „jako film dla dzieci z delikatnym wyczuciem magii (bez fantazji) i dużą dozą uczuć (bez sentymentalizmu), bije na głowę typowe disnejowskie śmietnisko, a dorośli odnajdą w nim mistrzowski sposób opowiadania historii”.

## Nagrody
- Brytyjska Akademia Sztuk Filmowych i Telewizyjnych:
  - Maggie Smith – nominacja dla najlepszej aktorki drugoplanowej
- Young Artist Awards:
  - Kate Maberly – nominacja dla najlepszej młodej aktorki pierwszoplanowej w filmie dramatycznym
  - Heydon Prowse – nominacja dla najlepszego młodego aktora pierwszoplanowego w filmie dramatycznym
  - Andrew Knott – nominacja dla najlepszego młodego aktora pierwszoplanowego w filmie dramatycznym
  - Nominacja dla najlepszego filmu familijnego – dramatu

## Ścieżka dźwiękowa
The Secret Garden (Original Motion Picture Soundtrack) – muzykę do filmu skomponował Zbigniew Preisner, nagrania ukazały się w 1993 roku nakładem wytwórni muzycznej Varèse Sarabande.
Lista utworów
1. „Main Title” – 3:33
2. „Leaving The Docks” – 1:27
3. „Mary Downstairs” – 2:05
4. „First Time Outside” – 1:24
5. „Skipping Rope” – 0:53
6. „Entering The Garden” – 0:59
7. „Walking Through The Garden” – 1:52
8. „Mary And Robin Together” – 0:49
9. „Shows Dickon Garden” – 1:05
10. „Awakening Of Spring” – 1:48
11. „Craven Leaves” – 2:35
12. „Taking Colin To The Garden” – 1:10
13. „Colin Opens His Eyes” – 2:00
14. „Colin Tries Standing” – 0:51
15. „Colin Loves Mary” – 0:55
16. „Cravens Return” – 2:16
17. „Looking At Photos” – 0:42
18. „Craven To The Garden” – 0:35
19. „Colin Senses Craven” – 1:32
20. „Happily Ever After” – 2:25